# Plaza del Blat

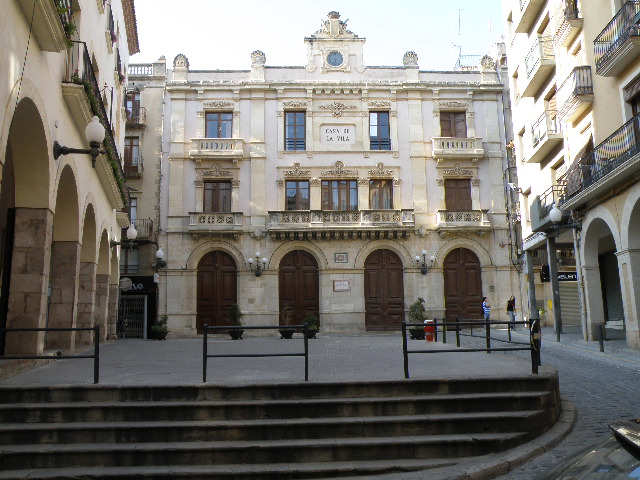

La Plaza del Blat (trigo) es una plaza del barrio antiguo de Valls, Alto Campo (España). En la plaza hay edificios como el Ayuntamiento de Valls o Can Segarra, dónde está situada la Escuela Oficial de Idiomas. Pero la plaza del Blat es más conocida por ser considerada el “kilómetro cero” de los castells. La Colla Joves Xiquets de Valls y la Colla Vella dels Xiquets de Valls son las dos collas locales. Se celebran actuaciones castelleras como la de San Juan o la de Santa Úrsula. La fuente y la plaza están protegidas como bien cultural de interés local por la Generalidad de Cataluña.
La plaza ha sido testimonio de los eventos políticos de la ciudad como la adhesión de Valls a la comuna del Campo de Tarragona (1305) o el recibimiento de las fuerzas carlistas victoriosas (a principios del siglo XIX)
También es la entrada principal al Museo Casteller de Cataluña.

## Descripción
Situada en el corazón de la ciudad de Valls, la plaza del Blat tiene sus límites en los edificios del Ayuntamiento, Correos, Policía Municipal y Oficina de información, así como el gran edificio de Casa Segarra. En esta plaza se inician las calles del Forn Nou (horno nuevo), Major (Mayor) y de la Cort (de la Corte) y también la plaza de la Iglesia. Es un conjunto urbanístico de capacidad reducida, con pórticos a dos de sus lados y una fuente al pie de las escalera que salvan el desnivel de la plaza.

## Nombre
La plaza ha tenido distintas denominaciones. Hasta el siglo XV, plaza del Blat (del trigo) por el comercio del trigo que se hacía. Este primer nombre popular se cambió por otros de carácter político: plaza de la Constitución (1812), plaza de Isabel II, plaza de la Libertad (1868), plaza de España (1939). Actualmente ha recuperado su nombre primitivo.

## Fuente

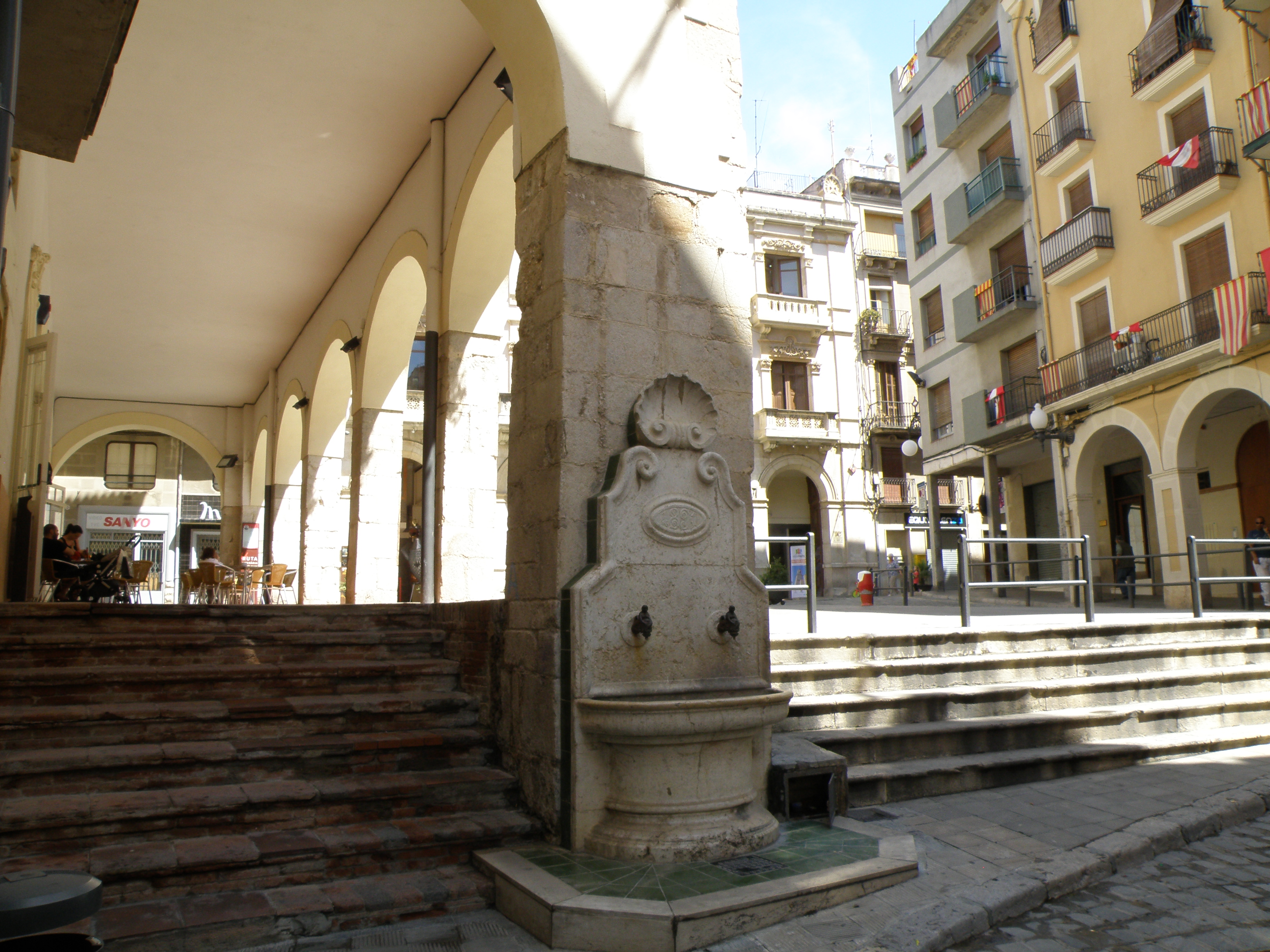
La fuente de la plaza

La plaza presenta una fuente de estilo neoclásico construida en 1891 que se encuentra en uno de los ángulos de la plaza del Blat, en el nivel inferior. Es de piedra y está adosada a uno de los pilares de la Casa Segarra. Se tiene noticia que los caños provienen de las antiguas fundiciones, ya desaparecidas, de Can Ballarí Colominas. Ha sido restaurada recientemente.
Tiene dos cuerpos diferenciados: la parte inferior corresponde a la pila, que presenta una estructura con base, huso y la pila propiamente dicha en lugar de capitel. El perfil del cuerpo superior está delimitado por una moldura acabada con dos volutas coronadas por una pechina. En el interior hay un medallón ovoide con la fecha 1891. Los caños reproducen dos alegorías de la mujer – quizás sirena – que llevan, cada una el escudo de Valls. El conjunto ofrece una composición de clara inspiración en los modelos de la arquitectura clásica.

## Sede del Museo Casteller de Cataluña
La plaza del Blat acoge el acceso principal al Museo Casteller de Cataluña que se está construyendo en Valls. 
Se trata de un proyecto ideado hace más de 40 años cuando el vallense Pere Català Roca apuntó la necesidad de su creación. Finalmente, pero, en el 2015 se inician las obras de construcción del edificio situado en el Barrio Antiguo de Valls. El edificio, obra del arquitecto catalán Dani Freixes Melero i su empresa Varis Arquitectes acogerá la museografía diseñada por la empresa del museógrafo y escenógrafo Ignasi Cristià, ganador del concurso público. Así mismo, la empresa Lavinia Spurna Visual se encargará de los audiovisuales del Museo.
Con la apertura de Món Casteller-Museo Casteller de Cataluña se dará inicio a un centro museístico y de experiencias único en el país, dedicado íntegramente y exclusivamente al patrimonio inmaterial de los castells.